# Oberalpstock
L'Oberalpstock est un sommet du massif des Alpes glaronaises à 3 328 m d'altitude, à cheval sur les cantons d'Uri et des Grisons, en Suisse.